# Sci alpino ai XXIV Giochi olimpici invernali - Supergigante femminile
La gara di supergigante femminile dello sci alpino dei XXIV Giochi olimpici invernali di Pechino si è svolta l'11 febbraio 2022 presso il comprensorio sciistico di Xiaohaituo nella Contea di Yanqing. La vittoria finale è andata alla svizzera Lara Gut-Behrami, che ha concluso la prova con il tempo di 1'13"51, precedendo l'austriaca Mirjam Puchner e l'altra svizzera Michelle Gisin.

## Classifica di gara
| Pos.    | N° | Atleta                          | Nazione              | Tempo   | Distacco |
| ------- | -- | ------------------------------- | -------------------- | ------- | -------- |
| Oro     | 7  | Lara Gut-Behrami                | Svizzera             | 1'13"51 | —        |
| Argento | 3  | Mirjam Puchner                  | Austria              | 1'13"73 | +0.22    |
| Bronzo  | 4  | Michelle Gisin                  | Svizzera             | 1'13"81 | +0.30    |
| 4       | 5  | Tamara Tippler                  | Austria              | 1'13"84 | +0.33    |
| 5       | 2  | Ester Ledecká                   | Rep. Ceca            | 1'13"94 | +0.43    |
| 6       | 17 | Ragnhild Mowinckel              | Norvegia             | 1'14"09 | +0.58    |
| 7       | 9  | Federica Brignone               | Italia               | 1'14"17 | +0.66    |
| 8       | 8  | Cornelia Hütter                 | Austria              | 1'14"19 | +0.68    |
| 9       | 11 | Mikaela Shiffrin                | Stati Uniti          | 1'14"30 | +0.79    |
| 10      | 13 | Elena Curtoni                   | Italia               | 1'14"34 | +0.83    |
| 11      | 12 | Romane Miradoli                 | Francia              | 1'14"41 | +0.90    |
| 12      | 20 | Jasmine Flury                   | Svizzera             | 1'14"43 | +0.92    |
| 13      | 15 | Corinne Suter                   | Svizzera             | 1'14"49 | +0.98    |
| 14      | 14 | Marie-Michèle Gagnon            | Canada               | 1'14"65 | +1.14    |
| 15      | 26 | Kira Weidle                     | Germania             | 1'14"66 | +1.15    |
| 16      | 10 | Laura Gauché                    | Francia              | 1'14"87 | +1.36    |
| 17      | 19 | Marta Bassino                   | Italia               | 1'15"08 | +1.57    |
| 18      | 22 | Julija Pleškova                 | ROC                  | 1'15"26 | +1.75    |
| 19      | 6  | Tessa Worley                    | Francia              | 1'15"30 | +1.79    |
| 20      | 1  | Ariane Raedler                  | Austria              | 1'15"33 | +1.82    |
| 21      | 21 | Isabella Wright                 | Stati Uniti          | 1'15"37 | +1.86    |
| 22      | 18 | Francesca Marsaglia             | Italia               | 1'15"61 | +2.10    |
| 23      | 27 | Maruša Ferk Saioni              | Slovenia             | 1'15"72 | +2.21    |
| 24      | 24 | Roni Remme                      | Canada               | 1'15"78 | +2.27    |
| 25      | 25 | Elvedina Muzaferija             | Bosnia ed Erzegovina | 1'15"79 | +2.28    |
| 26      | 23 | Maryna Gąsienica-Daniel         | Polonia              | 1'15"81 | +2.30    |
| 27      | 30 | Keely Cashman                   | Stati Uniti          | 1'15"99 | +2.48    |
| 28      | 29 | Tiffany Gauthier                | Francia              | 1'16"20 | +2.69    |
| 29      | 38 | Francesca Baruzzi               | Argentina            | 1'16"65 | +3.14    |
| 30      | 32 | Cande Moreno                    | Andorra              | 1'16"72 | +3.21    |
| 31      | 34 | Greta Small                     | Australia            | 1'16"97 | +3.46    |
| 32      | 39 | Hólmfríður Dóra Friðgeirsdóttir | Islanda              | 1'17"41 | +3.90    |
| 33      | 31 | Tereza Nová                     | Rep. Ceca            | 1'17"88 | +4.37    |
| 34      | 36 | Noa Szőllős                     | Israele              | 1'17"94 | +4.43    |
| 35      | 40 | Sarah Schleper                  | Messico              | 1'18"17 | +4.66    |
| 36      | 33 | Barbora Nováková                | Rep. Ceca            | 1'18"26 | +4.75    |
| 37      | 43 | Anastasija Šepilenko            | Ucraina              | 1'19"60 | +6.09    |
| 38      | 41 | Petra Hromcová                  | Slovacchia           | 1'20"11 | +6.60    |
| 39      | 37 | Rebeka Jančová                  | Slovacchia           | 1'20"18 | +6.67    |
| 40      | 35 | Yueming Ni                      | Cina                 | 1'22"59 | +9.08    |
| 41      | 42 | Fanying Kong                    | Cina                 | 1'23"51 | +10.00   |
| 42      | 44 | Tess Arbez                      | Irlanda              | 1'25"18 | +11.67   |
|         | 16 | Alice Robinson                  | Nuova Zelanda        | DNF     |          |
|         | 38 | Alix Wilkinson                  | Stati Uniti          | DNF     |          |